# Hala pod Śnieżnikiem

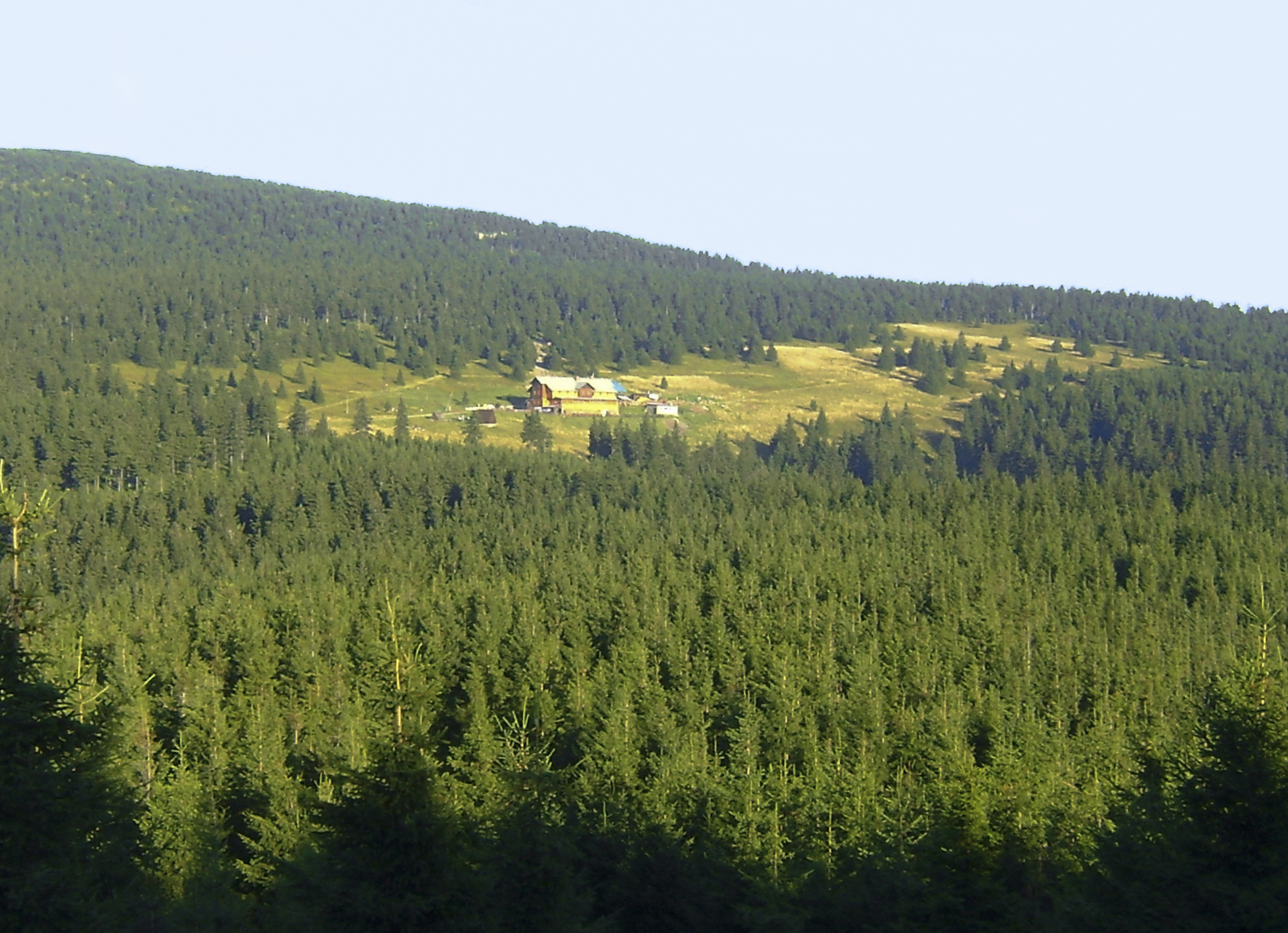
Widok na halę od strony północno-zachodniej ze wzniesienia Średniak. Pośrodku hali Schronisko PTTK "Na Śnieżniku"

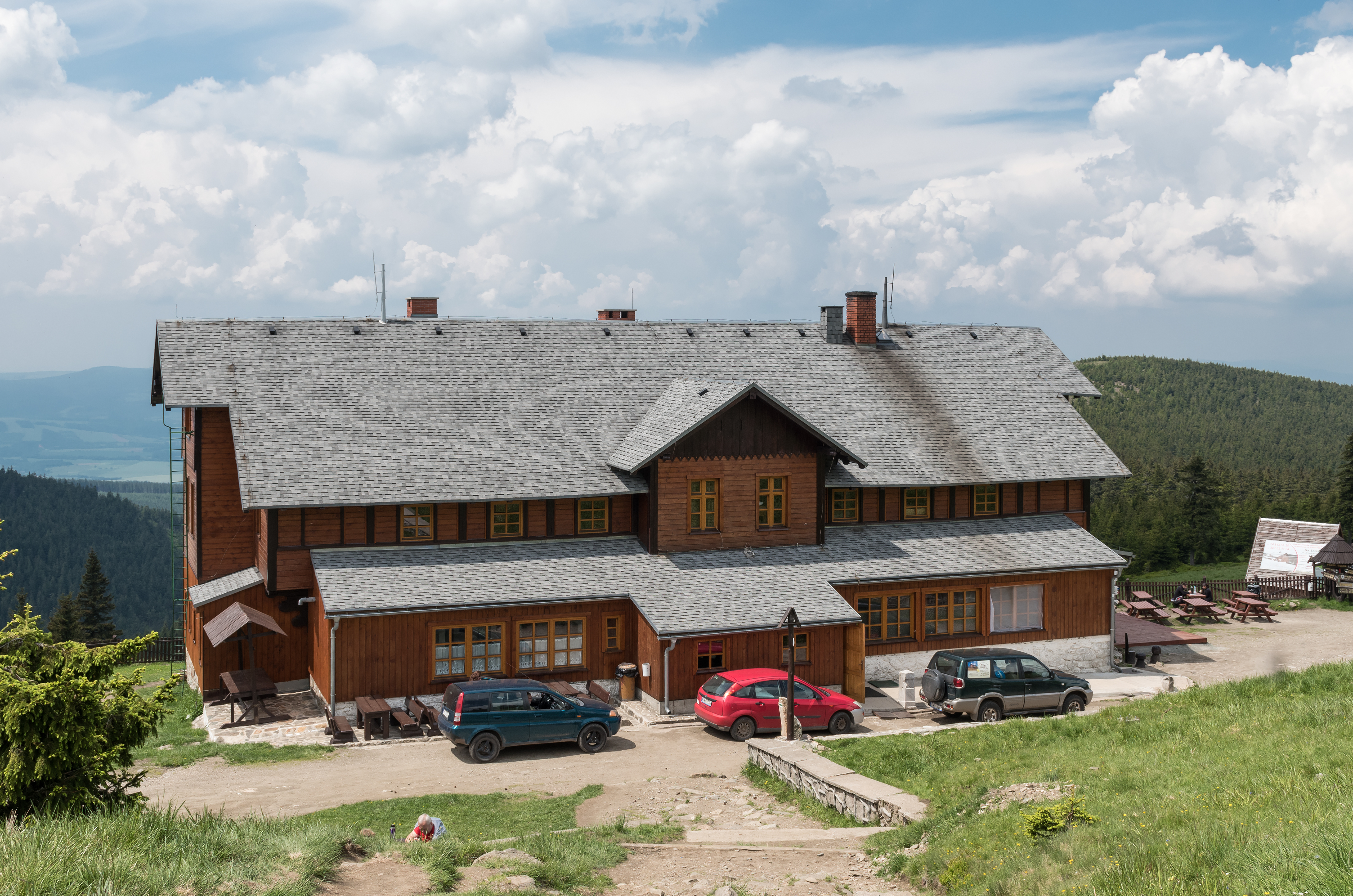
Schronisko PTTK "Na Śnieżniku"

Hala pod Śnieżnikiem – rozległa łąka na pod szczytowym zrównaniu na zachodnim stoku Śnieżnika w Sudetach Wschodnich.

## Położenie
Hala położona jest w Sudetach Wschodnich, na terenie Śnieżnickiego Parku Krajobrazowego w środkowo-wschodniej części Masywu Śnieżnika, około 5,3 km., na południowy wschód od Międzygórza, na wysokości 1075–1250 m n.p.m.

## Charakterystyka
Hala pod Śnieżnikiem to rozległa łąka rozciągająca się na zachodnich stokach Śnieżnika, poniżej granicy regla górnego. Górna część Hali położona jest na terenie Rezerwatu przyrody Śnieżnik Kłodzki. Hala otoczona jest górnoreglowymi borami świerkowymi, na samej polanie występuje mozaika przestrzenna łąk, muraw wysokogórskich  oraz borówczysk. Hala powstała w przeszłości jako teren wypasów bydła i owiec.

## Roślinność
Halę porastają trawy i ziołorośla typowe dla łąki wysokogórskiej reprezentujące element karpacki w Sudetach z rzadkimi gatunkami roślin. Występuje tutaj jedna i nieliczna populacja wymierającego gatunku dzwonka brodatego, oraz wiele innych zagrożonych gatunków roślin, np. tojad sudecki. Południową miejscami podmokłą część porasta roślinność torfowiskowa z płatami borówczysk i bażyn.  

## Inne
Hala jest dobrym miejscem do uprawiania narciarstwa. W XIX w. prowadzono tu wypas bydła. Około 1850 r. gospodarstwo pasterskie zamieniono na schronisko w stylu szwajcarskim, które obecnie funkcjonuje jako schronisko PTTK "Na Śnieżniku"

## Turystyka
- Na hali zbiegają się ze wszystkich stron szlaki turystyczne z: Międzygórza, Kletna, Międzylesia, Bielic, Lądka Zdroju. Najłagodniejsze dojście na halę prowadzi z Międzygórza przez dolinę Wilczki  albo z Przełęczy Puchaczówka przez trawers Czarnej Góry (szlak niebieski, potem cały czas prosto bez szlaku do szlaku czerwonego) i Żmijowiec[1].
- Hala stanowi punkt widokowy[1].